# 東青梅センタービル

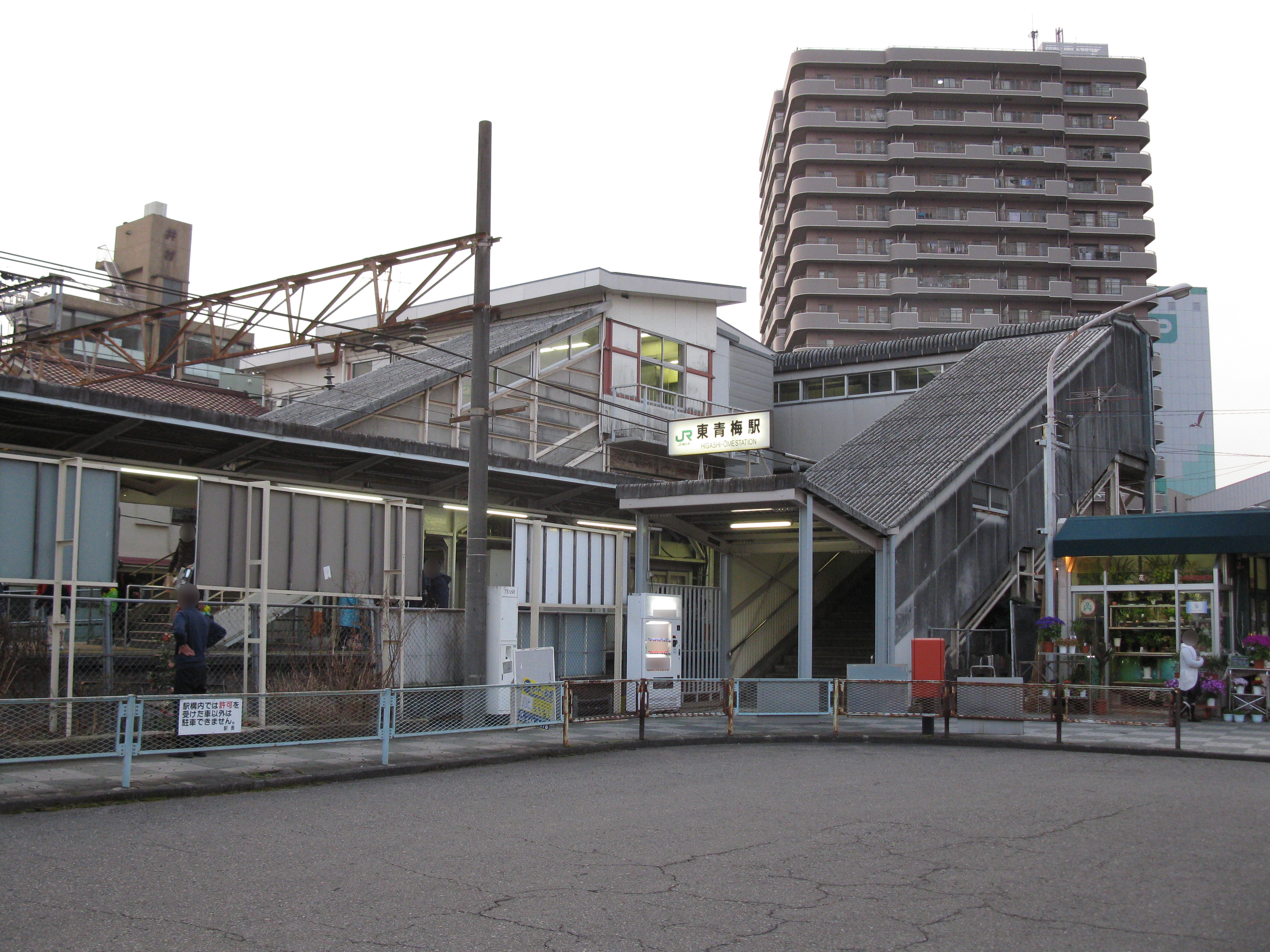
東青梅駅と東青梅センタービル

東青梅センタービル（ひがしおうめセンタービル）は、東京都青梅市に存在するビルである。

## 概要
1990年（平成2年）10月に組合が設立された東青梅駅南口市街地再開発事業によって建設された。1997年（平成9年）に竣工。3階には公共施設が入居している。総戸数143戸。1998年には建設大臣による表彰を受けている。

## フロア
- モスバーガー[4]
- 柳丸 東青梅センタービル店（青梅せんべい販売）[5][6]
- 青梅市観光協会事務局[7]
- カーブス東青梅[8]
- ニック英会話

など

## アクセス
- 青梅線 東青梅駅

## 沿革
- 1980年10月6日 青梅市議会第4回定例会で組合施行による実施が決定
- 1981年10月31日 東青梅地区市街地再開発事業基本計画作成等委員会発足
- 1982年3月20日 市が東青梅地区市街地再開発事業基本計画を策定
- 1982年10月4日 南口世話人会発足
- 1985年3月20日 東青梅地区市街地再開発南口研究会発足
- 1985年11月19日 東青梅駅南口市街地再開発準備組合設立
- 1986年5月8日 東青梅市街地再開発事務所開設
- 1989年6月16日 都市計画決定
- 1990年10月24日 都が東青梅駅南口地区市街地再開発組合設立を認可
- 1993年8月16日 第一回事業計画変更認可（事業期間延長）
- 1995年1月24日 エルカクエイと基本協定書締結
- 1995年2月17日 第二回事業計画変更認可（資金計画・施設計画変更）
- 1995年4月20日 都が権利変換計画認可
- 1995年4月23日 権利変換期日
- 1995年7月24日 着工
- 1995年8月10日 起工式
- 1996年5月10日 株式会社東青梅センタービル設立
- 1997年7月1日 工事完了公告
- 1997年7月18日 落成式
- 1997年8月1日 東青梅センタービルオープン
- 1997年10月22日 第三回事業計画変更認可（事業期間延長）
- 1997年11月21日 第四回事業計画変更認可（資金計画・施設計画の最終変更）
- 1997年12月16日 東青梅駅南口地区市街地再開発組合解散認可

本節は『山・川・緑の似合う都市東青梅』「8 事業経過」による。